# Février 1948

## Événements
- 2 février : en France, promulgation de la loi sur le commerce de l'or.
- 4 février :
  - Indépendance de l'île de Ceylan (Sri Lanka) au sein du Commonwealth.
  - La République populaire roumaine signe au Kremlin un traité d’amitié et d’assistance avec l’Union soviétique.
  - création du Military Air Transport Service (MATS) au sein de l'US Air Force ;
  - premier vol du Douglas Skyrocket.
- 8 février : les élections au Costa Rica opposent Calderón, soutenu par les communistes et l’Église, et l’opposition qui rassemble l’oligarchie des planteurs de café (cafetaleros) et la social-démocratie autour de trois pôles (anticommunisme, anticalderonisme et défense de la clarté du suffrage). Le candidat de l’opposition, le journaliste Ulate, est déclaré vainqueur. Il est accusé de fraude et le Congrès annule les élections[1].
- 15 février : Rómulo Gallegos, élu président de la République du Venezuela (fin en novembre).
- 16 février :
  - Soupçonnés d'être de tendance communistes, les bureaux du Parti ouvrier progressiste du Québec et du journal Combat, sont fermés. Ils tombent sous la fameuse loi du cadenas adoptée en 1937.
  - Proclamation de la République populaire de Corée du Nord.
  - Gerard Kuiper découvre Miranda, un satellite d'Uranus.
- 18 février :
  - Création de la compagnie aérienne espagnole Aviaco.
  - Traité de coopération entre l'URSS et la Hongrie[2].
- 20 février : accord franco-anglo-américain stipulant que toute la production sarroise de charbon reviendra à la France.
- 20 - 27 février : coup de Prague, la Tchécoslovaquie bascule dans le camp communiste avec l'appui de la diplomatie soviétique.
- 21 - 23 février : congrès d’unification des partis ouvriers à Bucarest, qui donne le jour au Parti ouvrier roumain avec un programme marxiste-léniniste. Gheorghe Gheorghiu-Dej devient premier secrétaire du Parti ouvrier roumain (fin en 1955).
- 25 février : 
  - Maurice Duplessis met sous la garde du gouvernement du Québec les trésors polonais, confiés aux Hospitalières de Québec en 1939 lors de l'invasion allemande pour ne pas qu'ils tombent aux mains des Nazis. Le premier ministre refuse de les redonner à la Pologne sous prétexte que son gouvernement est devenu communiste. Il faudra attendre l'élection de Jean Lesage en 1960 pour que la Pologne puisse retrouver ses trésors[3].
  - Création de la Commission économique pour l'Amérique latine et les Caraïbes (CEPAL) dont Raúl Prebisch devient le secrétaire général. Elle préconise l’industrialisation substitutive d’importations[4].
  - Aux États-Unis, Martin Luther King est nommé pasteur baptiste.
- 28 février : création du camp spécial N°5 de Berlag en URSS.
- 29 février : émeutes à Accra et dans d’autres villes de la Côte-de-l'Or. Le leader nationaliste Kwame Nkrumah est emprisonné (1948-1950). Le gouvernement britannique est contraint de mettre en train des réformes constitutionnelles (1950).

## Naissances
- 3 février : Henning Mankell, écrivain suédois († 5 octobre 2015).
- 4 février : 
  - Alice Cooper, chanteur américain de heavy metal.
  - Didier Notheaux, footballeur et entraîneur français († 18 août 2021).
- 5 février :
  - Marie-Pierre Castel et Catherine Castel, actrices françaises.
  -  : Sven-Göran Eriksson, footballeur puis entraîneur suédois († 26 août 2024).
  - Tom Wilkinson, acteur britannique († 30 décembre 2023).
- 6 février : Bertrand Hervieu, agronome français.
- 8 février : Jean-Marc Cormier, écrivain québécois, conseiller en communication, auteur et compositeur.
- 11 février : Bernard Bonnet, homme d'État, ancien préfet français.
- 12 février : Raymond Kurzweil, informaticien américain.
- 18 février : Patrick Poivey, comédien de doublage vocal français, il a principalement doublé Bruce Willis († 16 juin 2020).
- 19 février : 
  - Raúl Grijalva, homme politique américain et Représentant des États-Unis d'Amérique de 2003 à 2025 († 13 mars 2025).
  - Byron K. Lichtenberg, astronaute américain.
- 20 février : Pierre Bouchard, joueur de hockey québécois
- 21 février :
  - Chuck Cadman, homme politique canadien.
  - Miklós Laczkovich, mathématicien hongrois.
  - Christian Vander, musicien français.
- 22 février : 
  - Arturo Philip, psychiatre argentin († 31 octobre 2015).
  - Linda de Suza, chanteuse lusophone et francophone d'origine portugaise († 28 décembre 2022).
- 24 février : Jayalalitha Jayaram, ancienne actrice tamoule et femme politique indienne.
- 26 février : Jean-Michel Bismut, mathématicien français.
- 28 février :
  - Steven Chu, physicien américain et Secrétaire à l'Énergie des États-Unis depuis le 20 janvier 2009, prix Nobel de physique en 1997.
  -  : Bernadette Peters, actrice américaine.
- 29 février : Gérard Darmon, acteur et chanteur franco-marocain.

## Décès
- 11 février : Sergueï Eisenstein, réalisateur soviétique (° 22 janvier 1898).
- 15 février : Subhadra Kumari Chauhan, militante et poétesse indienne (° 16 août 1904).
- 24 février : Franz Stock, prêtre allemand (° 21 septembre 1904).